# Disco Volante
Disco Volante (рус. Летающая тарелка) — второй студийный альбом американской экспериментальной рок группы Mr. Bungle, выпущенный 10 октября 1995 года на лейбле Warner Bros. Records. Это самый экспериментальный альбом группы, который включает в себя смесь таких направлений в музыке, как: дэт-метал, джаз, арабская музыка, конкретная музыка, лёгкая музыка и даже танго. Большинство песен на альбоме являются инструментальными или состоят из скэт-пения. Данный релиз стал последним, в записи которого участвовал Тео Ленгйел — он покинул группу после тура в поддержку альбома по причине «художественных разногласий». Позже Дэнни Хайфц прокомментировал его уход: «Я скучаю по нему. Он добавил огромный химический дисбаланс, который помогал нам в дороге. Он ненавидит нас, ну и пусть. Музыка после него изменилась, стала простой и понятной. Слишком маленький призыв к саксофонам, тромбонам или флейте. Он изначально был в составе группы. Не я. Он будто заставлял меня чувствовать себя как член профсоюза».

## Предыстория
После выхода одноимённого альбома Mr. Bungle большинство участников группы активно занимались творчеством в сторонних проектах. Вокалист Майк Паттон, который параллельно является участником группы Faith No More с 1989 года, после ухода гитариста Джима Мартина пригласил Трея Спруэнса за несколько месяцев до записи альбома Disco Volante. Трей участвовал в записи нового альбома Faith No More King for a Day, Fool for a Lifetime. Барабанщик Дэнни Хайфц стал участников таких групп, как Dieselhed и Neil Hamburger, а также группы Hungry Man. Тем временем бас-гитарист Тревор Данн и саксофонист Клинтон Маккиннон выступали независимо как музыканты студии и ансамбля в крупном районе Сан-Франциско. Дэнни Хайфц назвал Disco Volante «ренессансом» группы, подчёркивая, что Mr. Bungle вернулась к своей более ранней демонстрационной работе. Трей Спруэнс также подтвердил слова Дэнни.

## Запись
Участники группы называли процесс написания песен сложным. Гитарист Трей Спруэнс говорил, что многие песни на альбоме были записаны в несколько этапов. Первый этап записи написанных им треков состоял из четырёхдорожечной записи, в основном гитары. Затем ритм-секция должна была сыграть партию, соответствующую гитаре, которую он записал и свёл вместе с ней. После этого он добавил клавишную партию к предыдущей записи. Только после этой черновой версии группа приступила к записи.
Тревор Данн, с другой стороны, в равной степени говорит о джем-сейшне как о способе завершить идеи своих треков. Он назвал это взаимодействие группы с созданными другими участниками идеями «традиционным методом Mr. Bungle», так что почти все участники были, по крайней мере, незначительно вовлечены в отдельные треки.
Доля их звукозаписывающего лейбла Warner Bros. Records, по словам Спруэнса, заключалась исключительно в денежном авансе на производство альбома. Уорнер предоставил Mr. Bungle сумму от 80 000 до 100 000 долларов.
В отличие от одноимённой предыдущей работы, Disco Volante не был спродюсирован джазовым музыкантом Джоном Зорном, другом группы. Вместо этого альбом, как и его продолжение, California, был спродюсирован и сведён Билли Андерсоном. Андерсон уже ранее привлекал к себе внимание благодаря своим работам над такими релизами, как Enemy of the Sun группы Neurosis, Houdini группы Melvins и Scratch the Surface группы Sick of It All. В то время уже считавшийся важным продюсером андеграунд-метала, Андерсон (по образованию звукорежиссёр) был популярен благодаря очень грубому и агрессивному звучанию. Несмотря на обилие других популярных альбомов, Андерсон назвал свою работу с Mr. Bungle той, которая больше всего наполняет его гордостью, подчеркнув при этом длительность работы над Disco Volante. От первоначальной записи до готового альбома группа, приглашённый музыкант и продюсер работали над отдельными произведениями в течение девяти месяцев.

## Музыка
Disco Volante продемонстрировал музыкальное развитие группы и полный сдвиг в звучании от их ранних записей. В то время, как дебютный альбом классифицировали как фанк-метал, второй альбом выполнен в жанрах экспериментальной или авангардной музыки. Музыка стала более сложной и непредсказуемой: прямо посреди песни музыкальный стиль мог радикально поменяться несколько раз подряд. Исчезли «видеоигровые» вставки между песнями, а в самих песнях начало появляться очень много звуковых эффектов.
По поводу процесса записи альбома бас-гитарист Тревор Данн на своём веб-сайте писал следующее: 

Трей слушал свою собственную коллекцию странных вещей: экзотику, электроакустику, нойз, ближневосточную музыку и техно. Помню, он тогда часто посещал рейвы. Майк тогда увлекался музыкой Джо Мика, саундтреком к фильму Raumpatrouille Питера Томаса, Маурисио Кагеля, танго-музыкой Анибаль Тройло. Он приходил поработать с нами в период между турами, и вносил много всякого великолепного и намеренно низкокачественного (то есть, «The Bends»). И вот на фоне всех этих чудес я понял, что пора переписать песню «Platypus». Мы с Дэнни и Треем буквально часами разбирали оригинальную аранжировку до точки наложения куплета на припев. Я считаю, что эта композиция является моим самым огромным вкладом в лирическом плане. И даже Бэр перестал обращаться Mr. Bungle просто как «слышьте, вы» и стал сочинять нам музыку.

## Название альбома
Disco Volante — буквально означает «летающий диск» с итальянского языка, но как и немецкий термин «летающая тарелка» также представляет собой синоним слова НЛО. Также данное название имеет ряд отсылок, например: название одноимённой яхты из кинофильма Шаровая молния 1965 года Теренса Янга об суперагенте Джеймсе Бонде (снятый по роману Яна Флеминга) и одноимённый итальянский комедийно-фантастический фильм Тинто Брасса 1964 года. В конце 1980-х годов Mr. Bungle уже записывала кавер-версию заглавной композиции из фильма Шаровая молния в исполнении Тома Джонса. Тревор Данн, Трей Спруэнс и Майк Паттон подчёркивали свою склонность к сюрреализму и кино, в особенности фильмы категории B, что объясняет название альбома.

## Художественное оформление
Оформление обложки альбома разработали Mr. Bungle, а также австралийский комик и пост-панк-музыкант Грегг Тёркингтон и музыкант Маргарет Маффей. В основу художественной работы легла композиция «The Bends»; в ней отражены идеи сюрреализма, произведения Жюля Верна «Двадцать тысяч льё под водой» и Яна Флеминга «Шаровая молния».
На обложке изображена высушенная рыба рода хаулиоды, которую держит девушка перед своим глазом. Оформление выполнено в бледно-зелёных тонах и напоминает на сцену из немого кинофильма Луиса Бунюэля Андалузский пёс (1929), где мужчина средних лет делает надрез лезвием по глазу девушки. Данный фильм Тревор Данн назвал «самым влиятельным не в музыкальном плане». Фотография была сделана Артуром Герцем, одним из директоров Wometco Enterprises Miami Seaquarium. Другие фотографии также подчеркивают сюрреалистический аспект альбома. На оборотной стороне буклета изображен иллюстратор Дэвис Мельцер из National Geographic, тёмная подводная сцена с несколькими дайверами и некоторым техническим оборудованием, включая воздушный купол, закрепленный на земле. Красные гидрокостюмы и сама иллюстрация очень похожи на постер «Look Down / Underwater Battle», фильма 1965 года про Джеймса Бонда Шаровая молния за авторством Фрэнка Маккарти.
На оборотной стороне альбома на левой половине содержатся название группы, альбома и список композиций на чёрном фоне, а на правой половине человек под водой в водолазном шлеме. Однако шлем выполнен так, что он непрерывно вентилируется через шланг, который закрывает лицо и не оставляет видимой области. Дайвер носит простую одежду, идёт по дну, держа в одной руке алебарду, а в другой сумку. Данную фотографию сделал Джозеф А. Топмсон.
Буклет CD-диска также содержит на каждую песню оригинальное оформление. Все изображения выполнены в чёрно-белых тонах и передают мрачное, агрессивное и сюрреалистическое настроение. Он также включает в себя залитую кровью школьную тетрадь, фрагментированную человеческую нижнюю челюсть, коллажи из фотографий с места преступления, нарисованные сюрреалистические фигуры и пейзажи.

## Список композиций
| №                   | Название                                                               | Текст песни                                       | Музыка                       | Длительность |
| ------------------- | ---------------------------------------------------------------------- | ------------------------------------------------- | ---------------------------- | ------------ |
| 1.                  | «Everyone I Went to High School With Is Dead»                          | Тревор Данн                                       | Данн                         | 2:45         |
| 2.                  | «Chemical Marriage»                                                    |                                                   | Трей Спруанс                 | 3:09         |
| 3.                  | «Sleep (Part II): Carry Stress in the Jaw» (Содержит неизвестный трек) | Данн («Sleep (Part II): Carry Stress in the Jaw») | Данн                         | 8:59         |
| 4.                  | «Desert Search for Techno Allah»                                       | Спруанс                                           | Спруанс, Майк Паттон         | 5:24         |
| 5.                  | «Violenza Domestica»                                                   | Паттон, Тирабасси                                 | Паттон, Спруанс              | 5:14         |
| 6.                  | «After School Special»                                                 | Клинтон Маккиннон, Данн, Паттон                   | Маккиннон                    | 2:47         |
| 7.                  | «Sleep (Part III): Phlegmatics»                                        | Данн                                              | Данн                         | 3:16         |
| 8.                  | «Ma Meeshka Mow Skwoz»                                                 | Спруанс                                           | Спруанс                      | 6:06         |
| 9.                  | «The Bends»                                                            |                                                   | Паттон, Спруанс, Маккиннон   | 10:28        |
| 10.                 | «Backstrokin'»                                                         |                                                   | Паттон                       | 2:27         |
| 11.                 | «Platypus»                                                             | Данн                                              | Данн, Спруанс                | 5:07         |
| 12.                 | «Merry Go Bye Bye» (Содержит скрытый трек «Noises»)                    | Спруанс («Merry Go Bye Bye»)                      | Спруанс («Merry Go Bye Bye») | 12:58        |
| Общая длительность: | Общая длительность:                                                    | Общая длительность:                               | Общая длительность:          | 68:45        |

## Участники записи
Mr. Bungle:
- Майк Паттон — вокал, микрокассета, орган (9, 10), окарина (3)
- Трей Спруанс — гитара, клавишные инструменты, пипа (4), орган, электроника
- Клинтон Маккиннон — саксофон-тенор, кларнет, клавишные инструменты (6), ударные инструменты
- Тео Ленгйел — саксофон-баритон, саксофон-альт, кларнет, флейта
- Тревор Данн — бас-гитара, скрипка
- Дэнни Хайфц — ударные инструменты (особо отмечена коробочка).

Остальные участники:
- Билли Андерсон – инженер, сведение, предварительный мастеринг
- Майк Джонсон – инженер, предварительный мастеринг
- Кевин Донлон – инженер
- Крис Робертс – инженер
- Майк Богус – инженер
- Дэвид Огилви – инженер
- Адам Муноз – инженер
- Тревор Уорд – инженер
- Берни Грандман – инженер
- Атур Херц – дизайн и фото (обложка)
- Джозеф А. Томпсон – дизайн и фото (разворот диска)
- Дэвис Мелцер – дизайн и фото (задняя обложка буклета)
- Маргарет Мюррей – дизайн буклета
- Грегг Тёркингтон – дизайн буклета
- Уильям Вайнант – тарелки (2), бонго (3, 8), табла (4), канджира, (4), систры (4), варган (5), ксилофон (8), колокольчики (8), разные ударные инструменты (5)
- Грэм Конна – фортепиано (5, 9, 11)
- Лизандро Адровер – бандонеон (5)